# 斉藤佑圭
斉藤 佑圭（さいとう ゆか、1986年11月13日 - ）は、日本の女性声優。福島県出身。青二プロダクション所属。

## 来歴
小さい頃にアニメ、芝居好きだったことから声優になろうと思い立つ。
アミューズメントメディア総合学院専科卒業。
2008年、『西洋骨董洋菓子店 〜アンティーク〜』の端役でデビュー。
2009年の『生徒会の一存』では、ヒロインの紅葉知弦を演じるとともに、声優ユニット「碧陽学園生徒会」を結成した。ただし碧陽学園生徒会の他のメンバーとは所属事務所が異なっていたため、『碧陽学園☆校内放送』や『碧陽学園☆校内放送 放課後編』には出演しなかった。
2015年5月20日、同じ事務所に所属する草尾毅と入籍したことを自身のブログにて発表した。
2018年9月2日、夏に第1子を出産したことを発表。そして35歳の誕生日となる2021年11月13日には第2子の出産を報告している。

## 人物
資格・免許は図書館司書、書道三段、普通自動車免許。趣味はソフトテニス、スキー、料理。方言は福島弁。
好きなものに「仮面ライダーシリーズ」・平安時代・戦国時代を挙げている。
高校演劇をしていた経験もある。

## 出演
太字はメインキャラクター。

### テレビアニメ
2008年
- おでんくん（うずらちゃん 他）
- 黒塚 KUROZUKA（女）
- ゲゲゲの鬼太郎（第5作）（村人、客）
- しゅごキャラ!!どきっ（幼稚園の先生）
- スキップ・ビート!（OL）
- 西洋骨董洋菓子店〜アンティーク〜（主婦2）
- TYTANIA -タイタニア-（女の子）
- はたらキッズ マイハム組（カジタン 他）
- ONE OUTS -ワンナウツ-（女の子たち、女子アナ）

2009年
- 青い花（シスター）
- あにゃまる探偵 キルミンずぅ（2009年 - 2010年、女子生徒、鹿島リョウコ、女、若者、女子大生）
- 犬夜叉 完結編（遊女）
- うみねこのなく頃に（ルシファー）
- こんにちは アン 〜Before Green Gables（お手伝い）
- 咲-Saki-（田中舞）
- 涼宮ハルヒの憂鬱（2009年版）（女子B）
- 生徒会の一存（紅葉知弦）
- とある科学の超電磁砲（2009年 - 2020年、客、綿辺） - 2シリーズ
- よくわかる現代魔法（アナウンス）
- ONE PIECE（2009年 - 2017年、女戦士、女店主、人魚、コットン、ミルキー 他）

2010年
- アマガミSS（2010年 - 2012年、女子生徒、演劇部部長） - 2シリーズ
- 荒川アンダー ザ ブリッジ（女子）
- オオカミさんと七人の仲間たち（三太、生徒D）
- 怪談レストラン（相沢あかね、浦川、女子生徒）
- 屍鬼（武藤葵）
- 侵略!イカ娘（2010年 - 2011年、司会者、アナウンサー） - 2シリーズ
- たまごっち!（さるとびっち）
- ぬらりひょんの孫（妖怪）
- バクマン。（女性DJ）

2011年
- 異国迷路のクロワーゼ The Animation（子供3）
- いつか天魔の黒ウサギ（担任教師）
- Aチャンネル（女子中学生B）
- 快盗天使ツインエンジェル〜キュンキュン☆ときめきパラダイス!!〜（生徒B）
- GOSICK -ゴシック-（生徒C、フランス人の少女、村人D、生徒A）
- SKET DANCE（2011年 - 2012年、乾、ヨッシー、伊藤久美、園児B）
- 世界一初恋（女子社員）
- それいけ!アンパンマン（ハイビスちゃん〈2代目〉）
- デジモンクロスウォーズ（レディデビモンB、レディデビモン、トゥルイエモンB、少女）
- デッドマン・ワンダーランド（エン、キャスター）
- 電波女と青春男（大井遠江、山本〈少年時代〉）
- ともだち8にん（ワックン、マーシャ）
- バカとテストと召喚獣にっ!（3年生女子C）
- 爆丸バトルブローラーズ ガンダリアンインベーダーズ（ゼネット・シローネ、幼いレン 他）
- まよチキ!（看護婦）
- 夢喰いメリー（吉田）
- ルパン三世 血の刻印 〜永遠のMermaid〜（子供B）

2012年
- あの夏で待ってる（担任）
- カンピオーネ! 〜まつろわぬ神々と神殺しの魔王〜（清秋院恵那、女キャスター、生徒A、魔女、イタリア人）
- 灼眼のシャナIII-FINAL-（『昏鴉の御し手』ヒルデガルド）
- ハイスクールD×D（ミラ）

2014年
- ウィッチクラフトワークス（お福、魔女、エヴォーク）
- 金色のコルダ Blue♪Sky（律〈幼少〉）
- 桜Trick（恵、楓の弟）
- 戦国無双SP 真田の章（幸村幼少期）
- 大図書館の羊飼い（桜庭玉藻）
- 東京ESP（能力者B）
- ドラゴンボール改（女性レポーター、観客、女性客）
- 魔法科高校の劣等生（2014年 - 2024年、里美スバル） - 3シリーズ

2015年
- 櫻子さんの足下には死体が埋まっている（圓一重）
- 戦国無双（少年幸村）
- 電波教師（所員B）
- ONE PIECE エピソードオブサボ 〜3兄弟の絆 奇跡の再会と受け継がれる意志〜（コットン）

2016年
- GATE 自衛隊 彼の地にて、斯く戦えり（ミザリィ）

2017年
- 銀の墓守り（2017年 - 2018年、陸怜、コレクター） - 2シリーズ
- ちびまる子ちゃん（お姉さん）
- ドラゴンボール超（ロージィ）

2018年
- 伊藤潤二『コレクション』（さゆり、みどり、利恵、日高絹子、堀江ナナ 他）
- ウマ娘 プリティーダービー（お母ちゃん）
- PERSONA5 the Animation（2018年 - 2019年、武見妙） - 1シリーズ + 特別編後編

2019年
- ライフル・イズ・ビューティフル（2019年 - 2020年、早峰やよい）

2021年
- 魔法科高校の優等生（里美スバル）

2022年
- BORUTO-ボルト- NARUTO NEXT GENERATIONS（網野ソウシャ）

2023年
- アイドルマスター ミリオンライブ!（永吉昴）

2025年
- 妃教育から逃げたい私（ブリアナ）
- 中禅寺先生物怪講義録 先生が謎を解いてしまうから。（遠野紗和子）

### 劇場アニメ
- 手塚治虫のブッダ -赤い砂漠よ!美しく-（2011年）
- ヱヴァンゲリヲン新劇場版:Q（2012年）

### OVA
2008年
- ドラゴンボール オッス!帰ってきた孫悟空と仲間たち!!（お姉さん）

2010年
- とある科学の超電磁砲（教師）
- ドラゴンボール 超サイヤ人絶滅計画（若い女）

2011年
- Baby Princess 3Dぱらだいす0（ラブ）（霙）

2012年
- 乙女はお姉さまに恋してる 2人のエルダー THE ANIMATION（御門妙子）
- 華ヤカ哉、我ガ一族 キネトグラフ（浅木はる）
- MAJOR -メジャー- メッセージ（アナウンス）

2013年
- クイーンズブレイド ヴァンキッシュド・クイーンズ（酒場の少女）

2018年
- ウマ娘 プリティーダービー BNWの誓い（お母ちゃん）

### Webアニメ
- 語りべ少女ほのか（2015年、安倍春菜、お秀ばあさん[29]）
- 美少女戦士セーラームーンCrystal（2015年、部員）
- ようこそジャパリパーク（2018年 - 2019年、アフリカオオコノハズク、オオタカ）
- 愛姫MEGOHIME（2019年、取りまき1[30]）
- 伊藤潤二『マニアック』（2023年、さゆり[31]）

### ゲーム
2009年
- テイルズ オブ ザ ワールド レディアント マイソロジー2（ヒーローズボイス、ロッタ）
- テイルズ オブ バーサス（キャロ・オランジュ）
- ときめきメモリアル4
- ひめひび-New Princess Days!! -続!二学期-
- 魔女になる。（エミー、ニセ魔女、イーネ、ジヨ）
- 龍が如く3
- Lucian Bee's RESURRECTION SUPERNOVA（シェリー）
- ルニア戦記（アスカ）

2010年
- アルトネリコ3 世界終焉の引鉄は少女の詩が弾く（ももこ）
- うみねこのなく頃に 〜魔女と推理の輪舞曲〜（ルシファー）
- Angelic Crest（マティーナ、オフィーロ、マナ）
- 黄金夢想曲（ルシファー）
- カエル畑DEつかまえて・夏 千木良参戦!
- CLOCK ZERO 〜終焉の一秒〜
- STORM LOVER
- 生徒会の一存 -DSする生徒会-（紅葉知弦）
- 戦場のヴァルキュリア2 ガリア王立士官学校（ソフィア・コリンズ、ロッテ・ネッツェル）

2011年
- Another Century's Episode Portable（ミラ・レイン）
- うみねこのなく頃に散 〜真実と幻想の夜想曲〜（ルシファー）
- 黄金夢想曲X（ルシファー）
- カエル畑DEつかまえて・夏 千木良参戦! ぽーたぶる
- 機動戦士ガンダム オンライン（女性パイロット1）
- code 18（常峰晴夏）
- テイルズ オブ ザ ワールド レディアント マイソロジー3（ヒーローズボイス）
- TROY無双

2012年
- アンチェインブレイズ エクシヴ（シャックス）
- 幻想水滸伝 紡がれし百年の時（フリディカ、チャムジン、ドミティア）
- CODE OF PRINCESS（ディスティニー）
- 新・剣と魔法と学園モノ。刻の学園
- スーパーロボット大戦OGサーガ 魔装機神II REVELATION OF EVIL GOD
- スタプラ!（柏木ノエミ）
- 戦国無双 Chronicle 2nd（井伊直虎）
- デジモンワールド リ:デジタイズ
- バイナリー ドメイン
- Beast Breakers（レベッカ・ロバーツ）
- ルーンファクトリー4（エルミナータ）

2013年
- アイドルマスター ミリオンライブ!（2013年 - 2017年、永吉昴）
- カオス ヒーローズ オンライン（シルク、ヘルジュナ）
- ゴッドイーター2（フラン＝フランソワ＝フランチェスカ・ド・ブルゴーニュ）
- スーパーロボット大戦OGサーガ 魔装機神III PRIDE OF JUSTICE
- 討鬼伝（木綿）

2014年
- 穢翼のユースティア Angel's blessing（フィオネ・シルヴァリア）
- 影牢 〜ダークサイド プリンセス〜（レグリナ）
- スーパーロボット大戦OGサーガ 魔装機神F COFFIN OF THE END（エリシア・ゼフィール ほか）
- 戦国無双 Chronicle 3（井伊直虎）
- 戦国無双4（井伊直虎）
- 討鬼伝 極（木綿）
- 魔装詠唱バトルスター
- ロボットガールズZ ONLINE（ドリちゃん〈ドリルスペイザー〉）

2015年
- オトカ♥ドール（ローズ）
- 影牢 〜もう1人のプリンセス〜（レグリナ）
- CLOSERS（コノミ＝ホシナ）
- アニマロッタ３　伝説のアニマ（アナウンス）
- けものフレンズ（キタキツネ 他）
- ゴッドイーター2 レイジバースト（フラン＝フランソワ＝フランチェスカ・ド・ブルゴーニュ）
- 戦国無双4-II（井伊直虎）
- 戦国無双4 Empires（井伊直虎）
- 大図書館の羊飼い -Library Party-（桜庭玉藻）
- ワールド エンド エクリプス（マフィン）
- アニマロッタ３　伝説のアニマ（アナウンス)

2016年
- 仮面ライダー バトライド・ウォー創生（タブー・ドーパント / Rナスカ・ドーパント）
- 戦国無双 〜真田丸〜（真田幸村〈少年期〉、井伊直虎）
- 誰ガ為のアルケミスト（ソフィア）
- ドラゴンボールフュージョンズ
- ペルソナ5（武見妙）

2017年
- 無双☆スターズ（レグリナ、井伊直虎）
- アイドルマスター ミリオンライブ! シアターデイズ（2017年 - 2024年、永吉昴）

2018年
- 戦場のヴァルキュリア4（カレン・スチュアート）
- 無双OROCHI 3（井伊直虎）
- ゴッドイーター レゾナントオプス（フラン）

2019年
- 戦国無双4 DX（井伊直虎）
- ドールズフロントライン（Gd DSR-50）
- ブレイドエクスロード（カイ・ドルチェループ）
- ペルソナ5 ザ・ロイヤル（武見妙）
- 無双OROCHI 3 Ultimate（井伊直虎）

2020年
- 東方スペルバブル（藤原妹紅）
- ゴエティアクロス（2020年 - 2022年、リリス、ロノウェ）
- グランブルーファンタジー（ポラリス）

2021年
- うみねこのなく頃に咲 〜猫箱と夢想の交響曲〜（ルシファー）

2022年
- アイドルマスター ポップリンクス（永吉昴）
- 穢翼のユースティア（フィオネ・シルヴァリア）
- ウマ娘 プリティーダービー（スペシャルウィークの母親）

2023年
- アークナイツ（カンタービレ）
- ブルーアーカイブ -Blue Archive-（2023年 - 2024年、扇喜アオイ）

2024年
- ドラゴンボール Sparking! ZERO（ロージィ）

2025年
- ORE'N（赤の王女 / 赤の女王）

### ドラマCD
2008年
- アルトネリコ2 世界に響く少女たちの創造詩 ドラマCD Vol.3 SIDE ジャクリ（レーヴァテイル）
- からっと! 第2巻（チホ）

2009年
- 神様のメモ帳 第1巻「おしゃれサギ師の末路」（女子高生B）
- 女神異聞録デビルサバイバー（ピクシー）
- ヨルカフェ。ときどきギャルソンのススメ（沢渡妃菜）

2010年
- 碧海のAiON（吉幸渚）
- まーぶるインスパイア（たまら）

2011年
- 穢翼のユースティア（フィオネ・シルヴァリア）

2015年
- アイドルマスター ミリオンライブ！ シリーズ（2015年 - 、永吉昴〈ルカ / 昴〉）
- 盟約のリヴァイアサン（十條地織姫 ）

2019年
- 光る猫爪（清川みずほ）

### 吹き替え

#### 映画
- エアベンダー
- 小悪魔はなぜモテる?!（マリアンヌ〈アマンダ・バインズ〉）
- ザック・エフロン in ダービースタリオン（タミー）
- ジェシカ・シンプソンのミリタリー・ブロンド（デロレス）
- スコージ 災いをもたらす獣（ジェシー〈ロビン・ルドゥー〉）
- スピーシーズXXX 寄生獣の甘い罠（タミー）
- タイムリミット（アリサ〈ユーリヤ・スニギル〉）
- バイバイマン（クレシダ・ボナス）
- 4.3.2.1（カサンドラ）
- フライング・ジョーズ(クリスタル)
- フラッシュ・ゴードン（ノミ、少年フラッシュ）
- ブリタニー・マーフィ in 結婚前にすべきこと（ティナ）
- MAXヒート（ベア）
- レディ・インポッシブル・ミッション（ロサ〈ヒメナ・ガラ〉）

#### ドラマ
- THE MENTALIST メンタリストの捜査ファイル（グレース・ヴァンペルト〈アマンダ・リゲッティ〉）
- ドールハウス Dollhouse
- ロビン・フッド（マリアン〈ルーシー・グリフィス〉）

### デジタルコミック
- VOMIC べしゃり暮らし（圭右の姉 他）
- VOMIC 通学風景（ミオ）

### オーディオブック
- 教団X（立花涼子）[81]
- 影踏み（安西久子）[82]

### ラジオ
※はインターネット配信。
- 魔女になる。ラジオ局みなと支部（2009年、魔女になる。公式サイト※）
- しろがねしょぉむと斉藤佑圭のPower Voice Jam!（2009年 - 2011年、ぽけらインターネットラジオ※）
- がちヨミ!デコよみ!?（2011年 - 2012年、ラジオ大阪）
- わたしのすきなこと。2nd（2013年 - 2015年、@FM）
- 斉藤佑圭のこれ、履修しといてくださいっ！（2021年5月、HEAR@音声SNS※）[83]

### ラジオドラマ
- 花の慶次（沙霧）

### 映像商品
- THE IDOLM@STER MILLION LIVE! 3rdLIVE TOUR BELIEVE MY DRE@M!! LIVE Blu-ray 07@MAKUHARI【DAY1】（2017年）[84]
- THE IDOLM@STER MILLION LIVE! 4thLIVE TH@NK YOU for SMILE! LIVE Blu-ray DAY2/DAY3（2018年）[85][86][87]
- THE IDOLM@STER MILLION LIVE! 5thLIVE BRAND NEW PERFORM@NCE!!! LIVE Blu-ray（2019年）永吉昴の声
- THE IDOLM@STER MILLION LIVE! 6thLIVE TOUR UNI-ON@IR!!!! LIVE Blu-ray Fairy STATION @FUKUOKA（2020年）[88]
- THE IDOLM@STER MILLION LIVE! 6thLIVE TOUR UNI-ON@IR!!!! SPECIAL LIVE Blu-ray（2020年）[89]
- THE IDOLM＠STER MILLION LIVE! 8thLIVE Twelw@ve LIVE Blu-ray DAY2（2022年）[90][91]
- THE IDOLM@STER M@STERS OF IDOL WORLD!!!!! 2023 Blu-ray PERFECT BOX!!!!!（2023年）[92]
- THE IDOLM@STER MILLION LIVE! 9thLIVE ChoruSp@rkle!! LIVE Blu-ray DAY2（2024年）[93][94]

### その他コンテンツ
- いよいよ放送開始!「黒塚 KUROZUKA」直前スペシャル（ナレーション）
- ASAHI Pop'n' Press!（ナレーション） [注 1]
- 声優チャット
- 美声時計
- 恋するめざまし（雨宮ななこ）
- リアル脱出ゲーム密室美少女（マダム・マーマレード）
- 耳もとハートビート by斉藤佑圭[95]
- パチンコ『Pフィーバー アイドルマスター ミリオンライブ!』（2021年、永吉昴[96]）
- パチスロ『パチスロ アイドルマスター ミリオンライブ!』（2021年、永吉昴[97]）

## ディスコグラフィ

### キャラクターソング
| 発売日   | 商品名                                                                               | 歌 | 楽曲 | 備考                                                                   |
| 2008年   | 2008年                                                                               | 2008年 | 2008年 | 2008年                                                                 |
| -------- | ------------------------------------------------------------------------------------ | --- | --- | ---------------------------------------------------------------------- |
| 12月23日 | 煉獄の七姉妹スペシャルレインボーCD                                                   | 煉獄の七姉妹 | 「七色の虹かけよう♪〜使役率アップ大作戦〜」                                                                                          | テレビアニメ『うみねこのなく頃に』関連曲                               |
| 2009年   |                                                                                      | | |                                                                        |
| 11月11日 | Treasure                                                                             | 碧陽学園生徒会 | 「Treasure」 | テレビアニメ『生徒会の一存』オープニングテーマ                         |
| 11月25日 | 妄想☆ふぇてぃっしゅ!                                                                 | 碧陽学園生徒会 | 「妄想☆ふぇてぃっしゅ!」 「上上下下左右左右BA」 「ゆるぱ☆わンダフル」                                                                | テレビアニメ『生徒会の一存』エンディングテーマ                         |
| 11月25日 | 妄想☆ふぇてぃっしゅ!                                                                 | 碧陽学園生徒会 生徒会長と書記 | 「妄想☆ふぇてぃっしゅ! 〜くりむ&知弦 ver.〜」 「上上下下左右左右BA 〜くりむ&知弦 ver.〜」 「ゆるぱ☆わンダフル 〜くりむ&知弦 ver.〜」 | テレビアニメ『生徒会の一存』エンディングテーマ                         |
| 2010年   |                                                                                      | | |                                                                        |
| 1月29日  | 生徒会の一存 キャラクター・ファンディスク 紅葉知弦                                   | 紅葉知弦（斉藤佑圭） | 「地下室 〜黄昏アンバランス〜 「私が神様だったら」 「No merit to me」                                                                | テレビアニメ『生徒会の一存』関連曲                                     |
| 7月30日  | 踊る生徒会                                                                           | 碧陽学園生徒会 | 「Treasure 〜thank you-big hit mix〜」 「妄想☆ふぇてぃっしゅ! 〜delusions of grandeur mix〜」                                        | テレビアニメ『生徒会の一存』関連曲                                     |
| 7月30日  | 踊る生徒会                                                                           | 紅葉知弦（斉藤佑圭） | 「地下室 〜sadistic mokyu mix〜」 | テレビアニメ『生徒会の一存』関連曲                                     |
| 2012年   |                                                                                      | | |                                                                        |
| 1月27日  | 穢翼のユースティア -Original CharacterSong Series- ERIS / FIONE                      | フィオネ・シルヴァリア（斉藤佑圭） | 「Misty Light」 | ゲーム『穢翼のユースティア』関連曲                                     |
| 6月27日  | 感じてマイ☆ソング                                                                    | 星華学院芸能部 team.エトワール | 「感じてマイ☆ソング（Original Version）」 「Precious Days（Original Version）」                                                      | ゲーム『スタプラ!』関連曲                                              |
| 9月28日  | コンプリートする生徒会                                                               | 碧陽学園生徒会 生徒会長と書記 | 「上上下下左右左右BA 〜がんばれくりむver.〜」                                                                                        | テレビアニメ『生徒会の一存』関連曲                                     |
| 9月28日  | コンプリートする生徒会                                                               | 碧陽学園生徒会 | 「妄想☆ふぇてぃっしゅ! 〜さすが!! 知弦ver.〜」                                                                                       | テレビアニメ『生徒会の一存』関連曲                                     |
| 2013年   |                                                                                      | | |                                                                        |
| 4月24日  | THE IDOLM@STER LIVE THE@TER PERFORMANCE 01 Thank You!                                | 765 MILLIONSTARS | 「Thank You!」 | ゲーム『アイドルマスター ミリオンライブ！』テーマソング                |
| 4月24日  | THE IDOLM@STER LIVE THE@TER PERFORMANCE 01 Thank You!                                | 765THEATER ALLSTARS | 「Thank You!」 | ゲーム『アイドルマスター ミリオンライブ！』テーマソング                |
| 2014年   |                                                                                      | | |                                                                        |
| 4月30日  | THE IDOLM@STER LIVE THE@TER PERFORMANCE 13                                           | 永吉昴（斉藤佑圭） | 「ビギナーズ☆ストライク」 | ゲーム『アイドルマスター ミリオンライブ！』関連曲                      |
| 4月30日  | THE IDOLM@STER LIVE THE@TER PERFORMANCE 13                                           | 双海亜美（下田麻美）、永吉昴（斉藤佑圭）、野々原茜（小笠原早紀）、馬場このみ（高橋未奈美） | 「Bigバルーン◎」 | ゲーム『アイドルマスター ミリオンライブ！』関連曲                      |
| 2015年   |                                                                                      | | |                                                                        |
| 3月26日  | THE IDOLM@STER LIVE THE@TER HARMONY 09                                               | ミルキーウェイ | 「星屑のシンフォニア」 「Welcome!!」                                                                                                 | ゲーム『アイドルマスター ミリオンライブ！』関連曲                      |
| 3月26日  | THE IDOLM@STER LIVE THE@TER HARMONY 09                                               | 永吉昴（斉藤佑圭） | 「Day After“Yesterday”」 | ゲーム『アイドルマスター ミリオンライブ！』関連曲                      |
| 9月30日  | THE IDOLM@STER LIVE THE@TER DREAMERS 01 Dreaming!                                    | MILLION ALLSTARS | 「Welcome!!」 | ゲーム『アイドルマスター ミリオンライブ！』関連曲                      |
| 2016年   |                                                                                      | | |                                                                        |
| 1月30日  | THE IDOLM@STER LIVE THE@TER SOLO COLLECTION Vol.03 Dance Edition                     | 永吉昴（斉藤佑圭） | 「Bigバルーン◎」 | ゲーム『アイドルマスター ミリオンライブ！』関連曲                      |
| 3月23日  | THE IDOLM@STER LIVE THE@TER DREAMERS 06                                              | 大神環（稲川英里）、菊地真（平田宏美）、高坂海美（上田麗奈）、島原エレナ（角元明日香）、田中琴葉（種田梨沙）、永吉昴（斉藤佑圭）、福田のり子（浜崎奈々）、双海真美（下田麻美）、星井美希（長谷川明子）、舞浜歩（戸田めぐみ） | 「Dreaming!」 | ゲーム『アイドルマスター ミリオンライブ！』関連曲                      |
| 3月23日  | THE IDOLM@STER LIVE THE@TER DREAMERS 06                                              | 永吉昴（斉藤佑圭）、福田のり子（浜崎奈々） | 「Dreamscape」 | ゲーム『アイドルマスター ミリオンライブ！』関連曲                      |
| 2017年   |                                                                                      | | |                                                                        |
| 1月11日  | THE IDOLM@STER LIVE THE@TER FORWARD 02 BlueMoon Harmony                              | ウィルゴ | 「プリムラ」 | ゲーム『アイドルマスター ミリオンライブ！』関連曲                      |
| 1月11日  | THE IDOLM@STER LIVE THE@TER FORWARD 02 BlueMoon Harmony                              | BlueMoon Harmony | 「brave HARMONY」 | ゲーム『アイドルマスター ミリオンライブ！』関連曲                      |
| 3月9日   | THE IDOLM@STER LIVE THE@TER SOLO COLLECTION 04 BlueMoon Theater                      | 永吉昴（斉藤佑圭） | 「プリムラ」 | ゲーム『アイドルマスター ミリオンライブ！』関連曲                      |
| 7月26日  | THE IDOLM@STER MILLION THE@TER GENERATION 01 Brand New Theater!                      | 765 MILLION ALLSTARS | 「Brand New Theater!」 | ゲーム『アイドルマスター ミリオンライブ！ シアターデイズ』テーマソング |
| 7月26日  | THE IDOLM@STER MILLION THE@TER GENERATION 01 Brand New Theater!                      | 765 MILLION ALLSTARS | 「Dreaming!」 | ゲーム『アイドルマスター ミリオンライブ！ シアターデイズ』関連曲       |
| 9月20日  | THE IDOLM@STER MILLION LIVE! M@STER SPARKLE 02                                       | 永吉昴（斉藤佑圭） | 「HOME RUN SONG♪」 | ゲーム『アイドルマスター ミリオンライブ！ シアターデイズ』関連曲       |
| 11月22日 | THE IDOLM@STER MILLION THE@TER GENERATION 02 フェアリースターズ                      | フェアリースターズ | 「Brand New Theater!」 | ゲーム『アイドルマスター ミリオンライブ！ シアターデイズ』関連曲       |
| 2018年   |                                                                                      | | |                                                                        |
| 4月4日   | THE IDOLM@STER MILLION LIVE! M@STER SPARKLE 08                                       | 765 MILLION ALLSTARS | 「Brand New Theater!」 | ゲーム『アイドルマスター ミリオンライブ！ シアターデイズ』関連曲       |
| 6月1日   | THE IDOLM@STER LIVE THE@TER SOLO COLLECTION 06 フェアリースターズ                    | 永吉昴（斉藤佑圭） | 「星屑のシンフォニア」 | ゲーム『アイドルマスター ミリオンライブ！』関連曲                      |
| 8月29日  | THE IDOLM@STER MILLION THE@TER GENERATION 11 UNION!!                                 | 765 MILLION ALLSTARS | 「UNION!!」 「Welcome!!」 | ゲーム『アイドルマスター ミリオンライブ！ シアターデイズ』関連曲       |
| 2019年   |                                                                                      | | |                                                                        |
| 3月27日  | THE IDOLM@STER MILLION THE@TER GENERATION 15 Jelly PoP Beans                         | Jelly PoP Beans | 「月曜日のクリームソーダ」 「I did+I will」                                                                                          | ゲーム『アイドルマスター ミリオンライブ！ シアターデイズ』関連曲       |
| 4月26日  | THE IDOLM@STER THE@TER SOLO COLLECTION 07 FAIRY STARS                                | 永吉昴（斉藤佑圭） | 「Dreamscape」 | ゲーム『アイドルマスター ミリオンライブ！』関連曲                      |
| 7月24日  | THE IDOLM@STER MILLION THE@TER WAVE 01 Flyers!!!                                     | 765 MILLION ALLSTARS | 「Flyers!!!」 | ゲーム『アイドルマスター ミリオンライブ！ シアターデイズ』関連曲       |
| 8月28日  | THE IDOLM@STER MILLION THE@TER WAVE 02                                               | Chrono-Lexica | 「dans l'obscurité」 「囚われのTea Time」                                                                                            | ゲーム『アイドルマスター ミリオンライブ！ シアターデイズ』関連曲       |
| 10月30日 | THE IDOLM@STER THE@TER CHALLENGE 01                                                  | 箱崎星梨花（麻倉もも）、周防桃子（渡部恵子）、徳川まつり（諏訪彩花）、我那覇響（沼倉愛美）、永吉昴（斉藤佑圭） | 「Girl meets Wonder」 「DIAMOND DAYS」                                                                                               | ゲーム『アイドルマスター ミリオンライブ！ シアターデイズ』関連曲       |
| 2020年   |                                                                                      | | |                                                                        |
| 8月26日  | THE IDOLM@STER MILLION THE@TER WAVE 10 Glow Map                                      | 765 MILLION ALLSTARS | 「Glow Map」 | ゲーム『アイドルマスター ミリオンライブ！ シアターデイズ』関連曲       |
| 8月26日  | THE IDOLM@STER MILLION THE@TER WAVE 10 Glow Map                                      | 伊吹翼（Machico）、天空橋朋花（小岩井ことり）、永吉昴（斉藤佑圭）、エミリースチュアート（郁原ゆう）、七尾百合子（伊藤美来）                                                                                                  | 「Do the IDOL!!〜断崖絶壁チュパカブラ〜」                                                                                            | ゲーム『アイドルマスター ミリオンライブ！ シアターデイズ』関連曲       |
| 2021年   |                                                                                      | | |                                                                        |
| 5月22日  | THE IDOLM@STER LIVE THE@TER SOLO COLLECTION 08 Fairy Stars                           | 永吉昴（斉藤佑圭） | 「囚われのTea Time」 | ゲーム『アイドルマスター ミリオンライブ！ シアターデイズ』関連曲       |
| 7月28日  | THE IDOLM@STER MILLION THE@TER SEASON Harmony 4 You                                  | 765 MILLION ALLSTARS | 「Harmony 4 You」 | ゲーム『アイドルマスター ミリオンライブ！ シアターデイズ』関連曲       |
| 7月28日  | THE IDOLM@STER MILLION THE@TER SEASON Harmony 4 You                                  | フェアリースターズ | 「EVERYDAY STARS!!」 | ゲーム『アイドルマスター ミリオンライブ！ シアターデイズ』関連曲       |
| 8月25日  | THE IDOLM@STER MILLION LIVE! 聖ミリオン女学園                                        | 永吉昴（斉藤佑圭）、如月千早（今井麻美）、篠宮可憐（近藤唯） | 「聖ミリオン女学園校歌」 | ゲーム『アイドルマスター ミリオンライブ！ シアターデイズ』関連曲       |
| 2022年   |                                                                                      | | |                                                                        |
| 1月27日  | アイドルマスター ミリオンライブ！ Blooming Clover 第10巻限定版 オリジナルCD          | 水瀬伊織（釘宮理恵）、永吉昴（斉藤佑圭） | 「DIAMOND」 | 漫画『アイドルマスター ミリオンライブ！ Blooming Clover』関連曲        |
| 2月12日  | THE IDOLM@STER LIVE THE@TER SOLO COLLECTION 09 Fairy Stars                           | 永吉昴（斉藤佑圭） | 「月曜日のクリームソーダ」 | ゲーム『アイドルマスター ミリオンライブ！ シアターデイズ』関連曲       |
| 5月26日  | THE IDOLM@STER MILLION LIVE! M@STER SPARKLE2 07                                      | 永吉昴（斉藤佑圭） | 「パーフェクトゲーム」 | ゲーム『アイドルマスター ミリオンライブ！ シアターデイズ』関連曲       |
| 7月27日  | THE IDOLM@STER MILLION THE@TER SEASON 夢にかけるRainbow                              | 765 MILLION ALLSTARS | 「夢にかけるRainbow」 | ゲーム『アイドルマスター ミリオンライブ！ シアターデイズ』関連曲       |
| 7月27日  | THE IDOLM@STER MILLION THE@TER SEASON 夢にかけるRainbow                              | フェアリースターズ | 「夢にかけるRainbow」 | ゲーム『アイドルマスター ミリオンライブ！ シアターデイズ』関連曲       |
| 10月26日 | THE IDOLM@STER MILLION THE@TER SEASON SHADE OF SPADE                                 | SHADE OF SPADE | 「ESPADA」 「Harmony 4 You」 | ゲーム『アイドルマスター ミリオンライブ！ シアターデイズ』関連曲       |
| 10月26日 | THE IDOLM@STER MILLION THE@TER SEASON SHADE OF SPADE                                 | 永吉昴（斉藤佑圭）、双海亜美（下田麻美）、エミリー スチュアート（郁原ゆう）、北沢志保（雨宮天） | 「スペードのQ」 | ゲーム『アイドルマスター ミリオンライブ！ シアターデイズ』関連曲       |
| 12月14日 | THE IDOLM@STER MILLION THE@TER VARIETY 02                                            | 765 MILLION ALLSTARS | 「Brand New Theater! 〜Brand New Year Ver.〜」                                                                                       | ゲーム『アイドルマスター ミリオンライブ！ シアターデイズ』関連曲       |
| 2023年   |                                                                                      | | |                                                                        |
| 1月14日  | THE IDOLM@STER LIVE THE@TER SOLO COLLECTION 11 Fairy Stars                           | 永吉昴（斉藤佑圭） | 「I did+I will」 | ゲーム『アイドルマスター ミリオンライブ！ シアターデイズ』関連曲       |
| 3月23日  | THE IDOLM@STER 765 MILLION ALLSTARS BEST                                             | 765 MILLION ALLSTARS | 「Thank You!（765 MILLION ALLSTARS ver.）」 「夢にかけるRainbow（Brand New Ver.）」 「Crossing!」                                    | ゲーム『アイドルマスター ミリオンライブ！ シアターデイズ』関連曲       |
| 3月23日  | THE IDOLM@STER LIVE THE@TER BEST                                                     | BlueMoon Harmony | 「brave HARMONY（Brand New Ver.）」                                                                                                  | ゲーム『アイドルマスター ミリオンライブ！ シアターデイズ』関連曲       |
| 4月22日  | THE IDOLM@STER LIVE THE@TER SOLO COLLECTION 12 Fairy Stars                           | 永吉昴（斉藤佑圭） | 「Girl meets Wonder」 | ゲーム『アイドルマスター ミリオンライブ！ シアターデイズ』関連曲       |
| 5月31日  | THE IDOLM@STER MILLION THE@TER VARIETY 03                                            | 萩原雪歩（浅倉杏美）、福田のり子（浜崎奈々）、菊地真（平田宏美）、最上静香（田所あずさ）、永吉昴（斉藤佑圭） | 「春風満帆スターティング」 | ゲーム『アイドルマスター ミリオンライブ！ シアターデイズ』関連曲       |
| 7月26日  | THE IDOLM@STER MILLION LIVE! グッドサイン                                            | 765 MILLION ALLSTARS | 「グッドサイン」 | ゲーム『アイドルマスター ミリオンライブ！ シアターデイズ』関連曲       |
| 7月26日  | THE IDOLM@STER MILLION LIVE! グッドサイン                                            | フェアリースターズ | 「グッドサイン」 | ゲーム『アイドルマスター ミリオンライブ！ シアターデイズ』関連曲       |
| 8月23日  | THE IDOLM@STER MILLION ANIMATION THE@TER『Rat A Tat!!!』                             | MILLIONSTARS | 「Rat A Tat!!!」 | テレビアニメ『アイドルマスター ミリオンライブ！』オープニングテーマ    |
| 8月23日  | THE IDOLM@STER MILLION ANIMATION THE@TER『Rat A Tat!!!』                             | MILLIONSTARS | 「セブンカウント」 | テレビアニメ『アイドルマスター ミリオンライブ！』イメージソング        |
| 9月27日  | THE IDOLM@STER MILLION THE@TER VARIETY 04                                            | 舞浜歩（戸田めぐみ）、水瀬伊織（釘宮理恵）、高山紗代子（駒形友梨）、永吉昴（斉藤佑圭）、百瀬莉緒（山口立花子） | 「Dance in the Light」 | ゲーム『アイドルマスター ミリオンライブ！ シアターデイズ』関連曲       |
| 10月25日 | THE IDOLM@STER MILLION ANIMATION THE@TER MILLIONSTARS Team6th『Unknown Boxの開き方』 | MILLIONSTARS Team6th | 「Unknown Boxの開き方」 | テレビアニメ『アイドルマスター ミリオンライブ！』挿入歌                |
| 2024年   |                                                                                      | | |                                                                        |
| 2月21日  | THE IDOLM@STER MILLION ANIMATION THE@TER START THE DREAM                             | MILLIONSTARS Team6th | 「Dreaming!」 | テレビアニメ『アイドルマスター ミリオンライブ！』挿入歌                |
| 2月21日  | THE IDOLM@STER MILLION ANIMATION THE@TER START THE DREAM                             | MILLIONSTARS | 「REFRAIN REL@TION」 「Brand New Theater!」                                                                                          | テレビアニメ『アイドルマスター ミリオンライブ！』挿入歌                |
| 2月21日  | THE IDOLM@STER MILLION ANIMATION THE@TER START THE DREAM                             | MILLIONSTARS | 「Thank You!（Acoustic ver.）」 | テレビアニメ『アイドルマスター ミリオンライブ！』挿入歌                |
| 2月24日  | THE IDOLM@STER LIVE THE@TER SOLO COLLECTION 「REFRAIN REL@TION」 Fairy Stars         | 永吉昴（斉藤佑圭） | 「REFRAIN REL@TION」 | テレビアニメ『アイドルマスター ミリオンライブ！』関連曲                |
| 3月29日  | アイドルマスター ミリオンライブ！ BD 特装版第3巻 特典CD                              | MILLIONSTARS Team6th | 「Rat A Tat!!!」 | テレビアニメ『アイドルマスター ミリオンライブ！』関連曲                |
| 7⽉31⽇  | THE IDOLM@STER MILLION LIVE! 7Days A Week!!                                          | 765 MILLION ALLSTARS | 「7Days A Week!!」 「DIAMOND DAYS」                                                                                                  | ゲーム『アイドルマスター ミリオンライブ！ シアターデイズ』関連曲       |
| 7⽉31⽇  | THE IDOLM@STER LIVE THE@TER SOLO COLLECTION 「DIAMOND DAYS」 FAIRY STARS             | 永吉昴（斉藤佑圭） | 「DIAMOND DAYS」 | ゲーム『アイドルマスター ミリオンライブ！ シアターデイズ』関連曲       |
| 9月25日  | THE IDOLM@STER MILLION MOVEMENT OF STARDOM ROAD 03 Hypernova                         | 永吉 昴（斉藤佑圭）、高山紗代子（駒形友梨）、篠宮可憐（近藤唯）、二階堂千鶴（野村香菜子）、松田亜利沙（村川梨衣） | 「Hypernova」 | ゲーム『アイドルマスター ミリオンライブ！ シアターデイズ』関連曲       |